# ペンティクトン地域空港
ペンティクトン地域空港（英: Penticton Regional Airport）は、カナダ・ブリティッシュコロンビア州ペンティクトンの空港である。
バンクーバー、カルガリーへの定期直行便が就航している。

## 概要
ペンティクトン市内中心部から3.3 kmの、ハイウェイ97号の外れにある空港。滑走路南端にはスカハ湖、滑走路北端にはオカナガン湖があり、2つの湖に挟まれるように位置している。カナダとアメリカ合衆国の国境から北73 kmに位置する。
エア・カナダ・エクスプレスがバンクーバーより平日・土曜に日3便、日曜に2便のフライトがある他、ウェストジェットがカルガリーより毎日1便運航している。
以前には、エアカナダがシアトル・タコマ国際空港などへの国際線も運航していたが、1990年代のケロウナ国際空港拡張により、現在は国際線は就航していない。

## 就航路線
| 航空会社                     | 就航地                  |
| ---------------------------- | ----------------------- |
| エア・カナダ・エクスプレス   | バンクーバー            |
| ウェストジェット             | カルガリー エドモントン |
| パシフィック・コースタル航空 | バンクーバー            |

## 交通アクセス
有料駐車場がある。レンタカー、タクシーもあるが、市内への路線バスはない。